# 公盟
公盟，是北京公盟咨询有限责任公司的简称（公盟法律研究中心，则是北京公盟咨询有限责任公司下设的内部公益机构）。公盟前身为阳光宪政社会科学研究中心，2003年10月28日由北京大学许志永、滕彪、俞江博士以及公益律师张星水在北京创立，因无法在中华人民共和国民政部作为民间组织登记，只能在工商局作为公司注册，当时的名称是“北京阳光宪道社会科学研究中心；2005年9月更名为“北京公盟咨询有限责任公司”（需要访问权限）。公盟的口号是“为了公共利益”，以建立约束权力的民主法治制度为目标，以期能够理性、建设性地推动中国的民主、法治和社会正义。
从2003年许志永、滕彪、俞江三人就孙志刚案向全国人民代表大会常务委员会提出收容遣送制度违宪审查的公民建议开始，他们参与代理了不少维权官司，撰写了若干有关中国当时热点社会问题的研究报告，并开展了几个促进社会公正透明的公民参与项目活动。

## 公盟组织机构

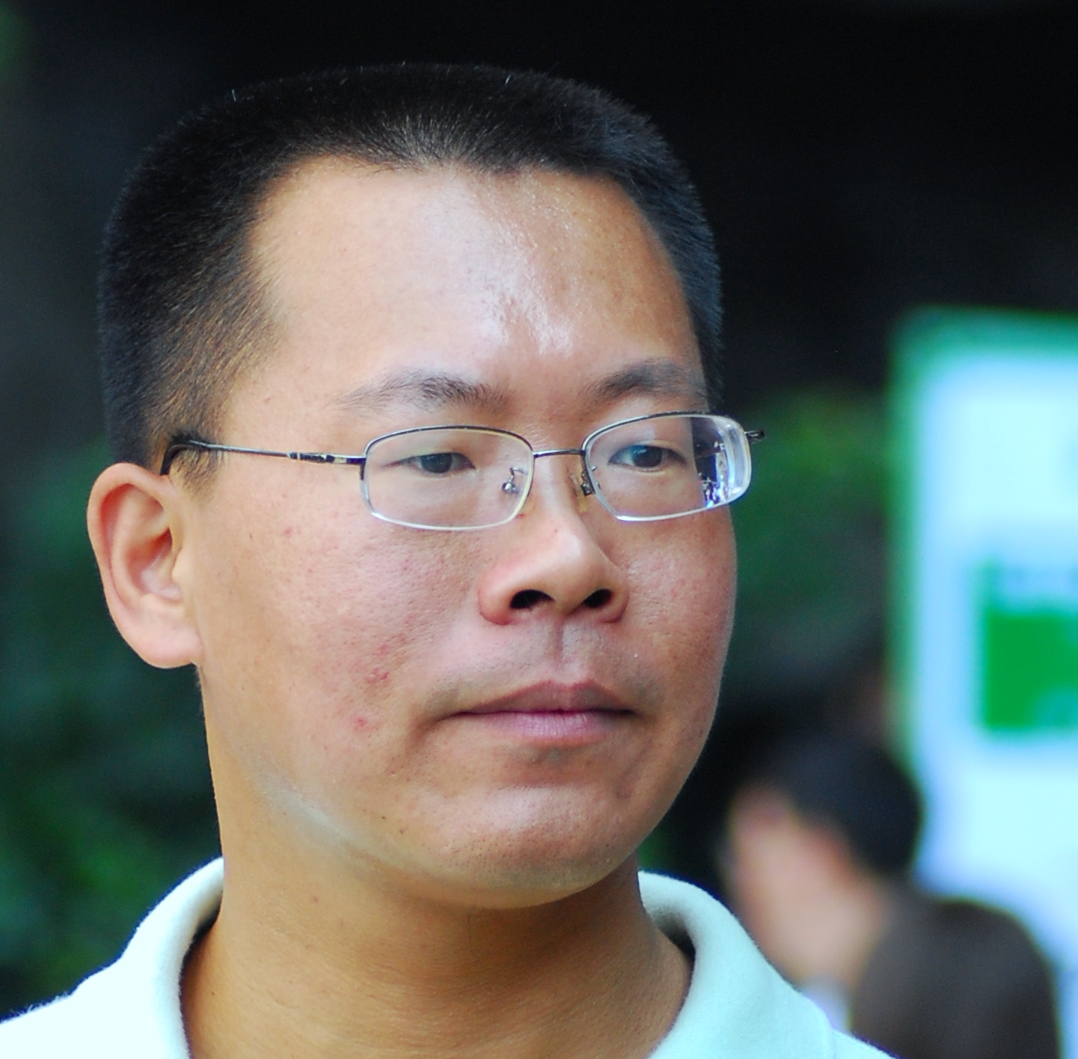
滕彪

### 主要成员
- 顾问：江平 茅于轼 贺卫方 张思之 姚监复 冯兰瑞 孙大午 季卫东
- 理事、研究员：张星水 俞江 林猛 王建勋 王利平 王功权 成晓霞 浦志强
- 公盟日常决策委员会成员：许志永 滕彪 郭玉闪 李方平 张立辉 杨子云

### 公盟办公室
- 行政主管：田奇庄
- 项目专员：杨慧文
- 行政助理：庄璐
- 个案助理：林峥 蔡慧芳
- 传播：苏楠

### 公民办公室
- 日常决策委员会成员：许志永 王功权 黎雄兵 滕彪 李方平 彭剑
- 行政助理：韩颖
- 项目助理：韩颖 马银铃 吴如加 魏欢欢 李华 朱颖珢
- 传播：周晓晓

## 主要事件
2003年5月13日，因孙志刚案，许志永、滕彪和俞江向全国人民代表大会常务委员会提交了“对《收容遣送办法》进行法律审查的建议书”。6月20日，《城市流浪乞讨人员收容遣送办法》被废止。11月，许志永以独立候选人身份竞选海淀区第十三届人大代表，后成功当选。
2004年1月，许志永、范亚峰、滕彪、秋风、王怡、刘海波等法律学者共同起草了《完善我国宪法人权保护条款的建议》，并于3月两会期间，将建议邮寄给全国人大。浦志強、许志永为南方都市报案的被告喻华峰和程益中辩护。
- 2005年：进行中国信访制度的研究、推行人大代表接待日、人民代表大会制度研究、撰写《中国人权发展报告2005》
- 2006年：完成《2005年中国人权发展报告》、《中国信访问题研究报告》
- 2007年：推动《公民权利与政治权利国际公约》的批准和履行项目、公民观察行动、公民参与活动
- 2008年：为三聚氰胺奶粉事件受害者提供法律援助、推动“政府信息公开”项目、推动“北京律协直选”项目、完成《藏区3·14事件社会、经济成因调查》
- 2009年：举办了法律知识培训班，传播了维权、选举中的法律知识，为邓玉娇、黑监狱受害者、上访者提供援助，召开了居委会选举、绿坝、精神病等多个研讨会
- 2010年3月：原公盟以“公民”为新组织机构名，继续从事公益维权活动。“公民”由许志永、王功权、黎雄兵、滕彪、李方平发起成立，是以建设约束权力的民主法治制度为目标，理性、建设性地推动民主、法治和社会正义的公民自发的公益组织。
- 2010年：“公民”办公室开始呼吁取消流动子女的中高考户籍限制，2010年6月，经努力，北京大部分地区实现了小升初的基本教育公平。同年，“公民” 办公室开始关注拆迁，为强拆户提供法律援助，同时关注其他地方的极端个案，每周出一期公民关注电子刊。夏季，“公民”办公室开始推广《公民承诺》。 为田喜、甘锦华、夏俊峰、何胜凯案、冷国权、北京饶乐府村民等案提供法律援助，同时继续关注河北承德陈国清等抢劫案、江西乐平抢劫案、三聚氰胺奶粉事件受害者。开始违宪审查项目和推动人大选举项目。在北京南站附近建立救助站，及时帮助流浪访民。
- 2011年：“公民”办公室继续推动教育平等，关注暴力拆迁，推动区县人大代表选举，给上访者和偏远地区孤儿院里的孩子送去衣物。继续为夏俊峰、三聚氰胺奶粉事件提供法律援助。

## 公盟被行政处罚和取缔事件
2009年7月14日，北京市国家税务局、地方税务局分别向公盟下达了税务行政处罚事项告知书，认为公盟偷税总计248244元，拟处以五倍罚款。地税拟处罚30 多万元，国税拟追缴18万多元所得税并处93万多元罚款，两局拟罚款总额142万多元。两局同时告知，公盟有陈述、申辩、要求召开听证会的权利。7月16日，公盟向北京市国家税务局、地方税务局分别递交了《听证申请书》。
2009年7月17日，北京市民政局工作人员来到公盟，向公盟的工作人员出示了“京民执取字2009第1号《关于取缔公盟法律研究中心的决定》”，对“公盟法律研究中心”进行取缔，搬走了大量办公用品和资料，包括了一些印刷品以及部分公盟的文件，仅仅把有关三聚氰胺奶粉事件诉讼的文件留下。
2009年7月29日，公盟负责人许志永被警方以涉嫌逃税罪名拘留，随后公盟财务人员庄璐也被拘留。
2009年8月10日，公盟欲缴罚款，被有关税务单位拒绝。
2009年8月12日，许志永被警方以「偷税罪」正式逮捕。
2009年8月17日，北京海淀区工商局发出「行政处罚决定书」，撤销公盟的公司设立登记。
2009年8月19日，中国六名知识分子(包括江平、茅于轼、章诒和、张思之、钱理群、许医农 )发表连署《呼吁政府妥善解决公盟事件》公开信，声援许志永。
2010年8月21日下午，北京市公安局决定撤销公盟涉嫌偷税一案，归还账目等扣押物品，并解除了公盟负责人许志永的取保候审。原公盟人员以“公民”为新的组织名称，继续工作。